# 夜行瓶頸

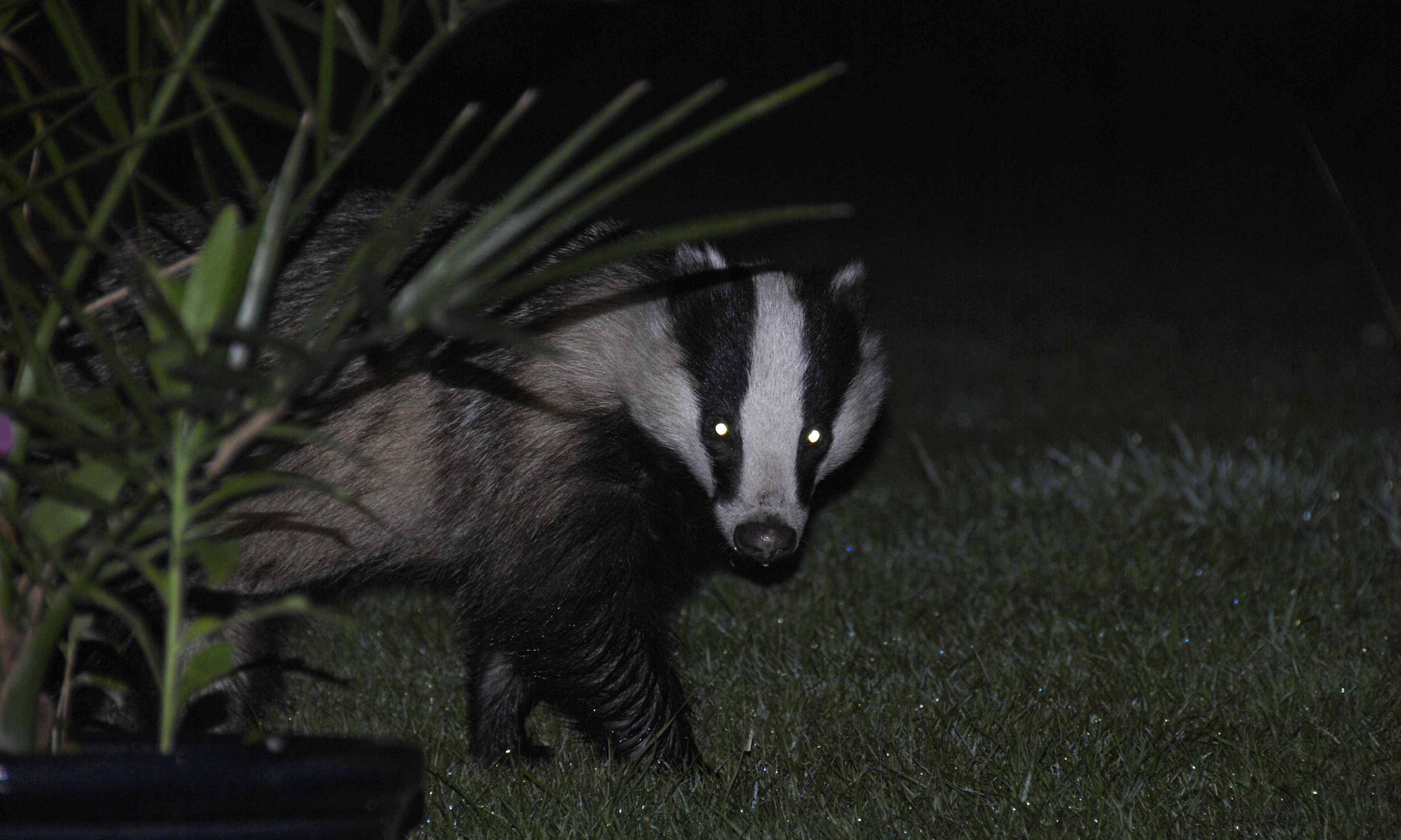
獾眼睛的脈絡膜層能反射攝影師打出的光線，許多哺乳動物都有這樣的特徵

夜行瓶頸假說是演化生物学上首先由美国视光学家戈登·林恩·沃爾斯于1942年提出的一個假說，用於解釋許多哺乳動物的特徵行為。
夜行瓶頸假說认为，哺乳動物在由恐龙和翼龙称霸的中生代演化史上大多屬於夜行性動物，依靠错位竞争躲避这些优势动物的捕食。雖然部分哺乳動物（主要是胎盘类和有袋类）在6600萬年前的白堊紀﹣古近紀滅絕事件之後填補了非鸟恐龙和翼龙滅絕後空出的生態位并演化成了日行性動物，然而历时一億六千萬年的夜行生活在解剖學特徵上留下了許多適合夜行性的演化特徵，而許多的哺乳動物如今依然仍然為夜行性。

## 哺乳動物的演化

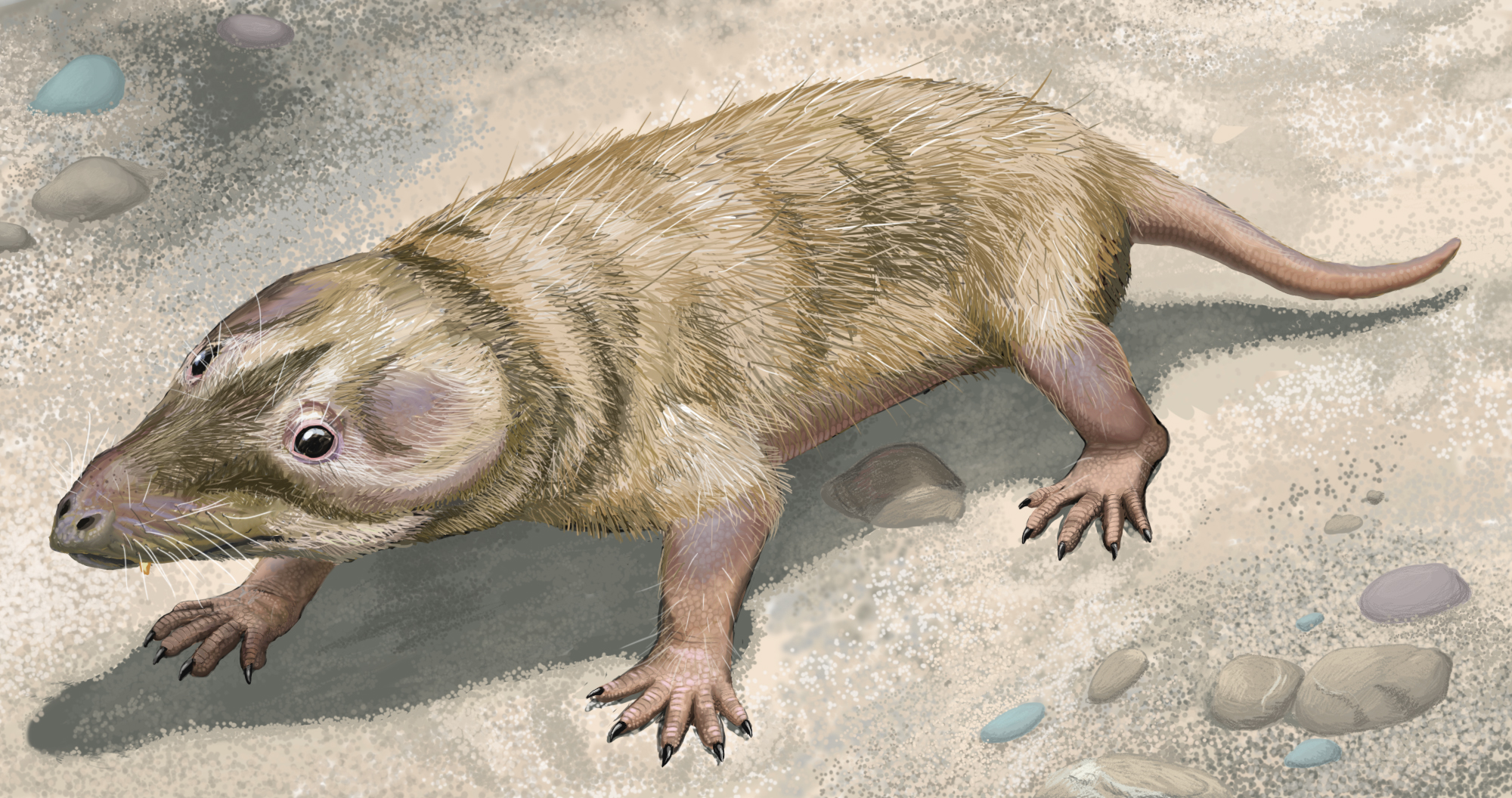
巴西獸（Brasilitherium），屬於犬齒獸亞目，為哺乳動物的近親，可能是夜行性的穴居動物

哺乳動物演化自犬齒獸亞目，一群外型似犬的合弓綱物種，崛起於二疊紀－三疊紀滅絕事件後。然而，同樣崛起於三疊紀的主龍類，如恐龍和鱷魚，導致了大型犬齒獸亞目物種的滅絕，僅剩下體型偏小的物種。這些體型較小的犬齒獸亞目物種最終僅能去填補那些不用過於和日行性恐龍競爭的生態位，逐漸演化成以昆蟲為食的夜行性動物。縱使許多現存的演化支於中生代時就已經逐漸分化，然而這些早期的哺乳動物依然維持了小體型及夜行性。
白堊紀晚期的滅絕事件讓哺乳動物得以去填補恐龍留下的生態位，然而在那之後的數百萬年，哺乳動物依舊保持嬌小的體型。雖然現今的大型動物幾乎均為哺乳動物，但大多哺乳動物直到現今依然保持夜行性。

## 哺乳動物針對夜行性的適應

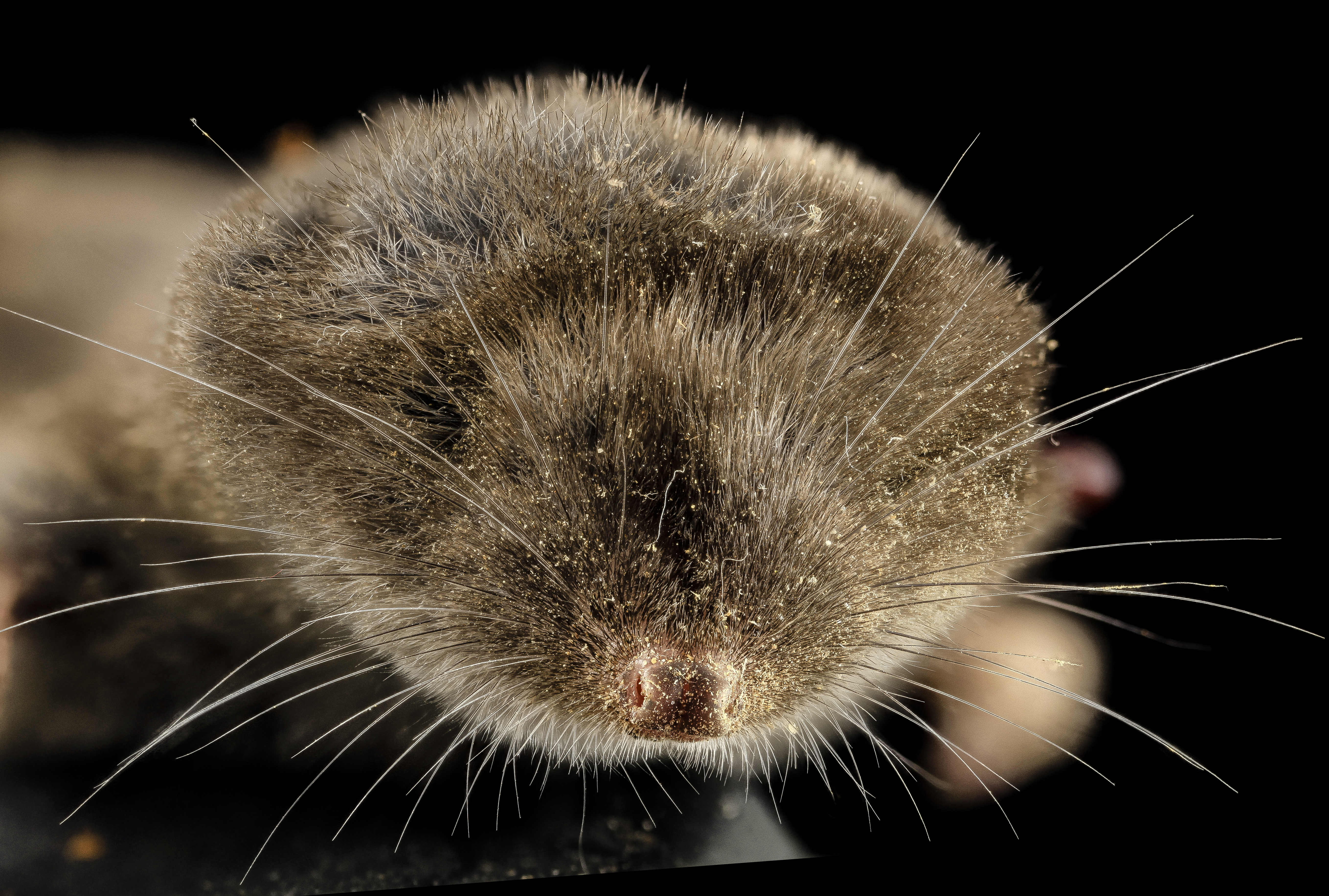
鼩鼱的感覺毛，用於感知獵物、探索環境、以及社交

有些哺乳動物的特徵是針對於夜行性生活的適應，包括：

### 感官
- 靈敏的聽覺適應，包括耳廓與聽小骨
- 敏銳的嗅覺、完整發展的鼻甲
- 敏感的觸覺，具有感覺毛[7]
- 除了高等靈長類外，具有非常大的角膜，比起鳥類和爬蟲類具有較差的成像能力[8]
- 有限的彩色視覺[9]

### 生理學
- 特別的棕色脂肪組織，能快速產生體熱[10]
- 粒線體進行呼吸作用的速率為同等或體型較小的爬蟲類的5-7倍[11]
- 毛髮能協助在寒冷環境或夜晚時維持體溫調節
- 缺乏防範白天紫外線的機制[12]
- 胎盤動物缺乏需要可見光協助活化的光裂合酶，此種酶可於細菌、真菌甚至是大部分其他動物身上發現[13][14]

### 行為
- 所有基群（至少於胎盤動物）的晝夜節律與行為模式皆為夜行性[15][16]
- 行穴居（英语：Burrow）生活以躲避惡劣天氣與日行性掠食者為基群哺乳動物的特徵[17]。